# Не та, так эта
«Не та, так э́та» (азерб. او اولماسون بو اولسون, совр. латин. O olmasın, bu olsun), известная также под названием «Мешади́ Иба́д» (азерб. Məşədi İbad, по имени главного героя комедии) — музыкальная комедия (оперетта) в четырёх действиях азербайджанского композитора Узеира Гаджибекова, написанная в 1910 году. В ней отражены социально-бытовые отношения в дореволюционном Азербайджане. Это второе произведение композитора в этом жанре. Наряду с его третьей опереттой «Аршин мал алан», комедия «Не та, так эта» также считается национальной классикой.

## История
Эта вторая музыкальная комедия Узеира Гаджибекова была написана в 1910 году. Первоначально она была в трёх действиях, а после того, как в 1915 году была написана сцена в бане — стала музыкальной комедией в четырёх действиях. В музыке Узеиром Гаджибековым была использована азербайджанская народная музыка, мугам, а в тексте — газели Физули. Первое упоминание о комедии встречается в газете «Каспий» от 7 апреля 1911 года, где говорится, что её «музыка составлена из народных песен, а также введено несколько оригинальных номеров».

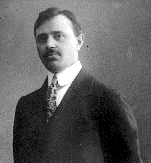
Автор комедии, Узеир Гаджибеков в 1913 году

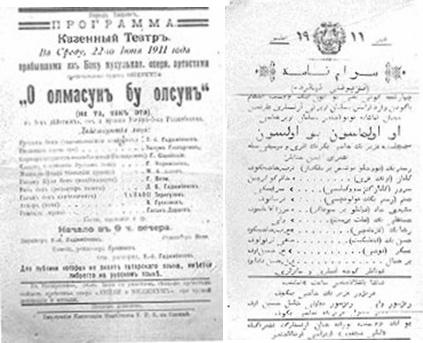
Программа спектакля 1911 года в Баку

Премьера музыкальной комедии «Не та, так эта» состоялась 25 апреля 1911 года в Баку, в театре братьев Маиловых (сегодня — Азербайджанский государственный академический театр оперы и балета им. М.Ф. Ахундова). В главных ролях выступили: в роли Мешеди Ибада — Мирза Ага Али оглы Алиев, в роли Сарвера — Гусейнкули Сарабский, в роли Гюльназ, дочери Рустамбека — Ахмед Агдамский, в роли Гасан-бека — М. Х. Терегулов. Дирижировал сам автор комедии, Узеир Гаджибеков. Либретто комедии впервые было издано в 1912 году в Баку, в типографии братьев Оруджевых.
В 1912 году в Шуше постановку комедии «Не та, так эта» осуществил учёный и врач Азад Амиров, сыгравший к тому же главную роль — роль Мешади Ибада. В своих воспоминаниях Узеир Гаджибеков отмечал прекрасную игру Амирова в этой роли.
В последующие годы в постановках спектакля принимали участие многие актёры и певцы. Среди них можно отметить Алигусейна Кафарлы (Мешади Ибад), Лютфели Абдуллаева (Амбал), Насибу Зейналову (Сенем), Лютфияра Иманова (Сарвер, Рза-бек), Гаджибаба Багирова (Мешади Ибад) и других. Имело место несколько сценических редакций этой комедии, она была переведена на многие языки и с успехом ставилась в городах Закавказья, Турции, Йемена, в Тебризе и т. д. Так, например, в Болгарии комедия была поставлена в 1966 году во время фестиваля турецких театров страны.
В 2010 году во время 27-го Международного Фестиваля Фаджр, проходившем в столице Ирана, Тегеране, комедия «Не та, так эта» ставилась два дня актёрами Азербайджанского государственного театра музыкальной комедии под руководством народной артистки Азербайджана Джаннет Селимовой.
Комедия также была дважды экранизирована.

Одни из первых исполнителей главных ролей в комедии
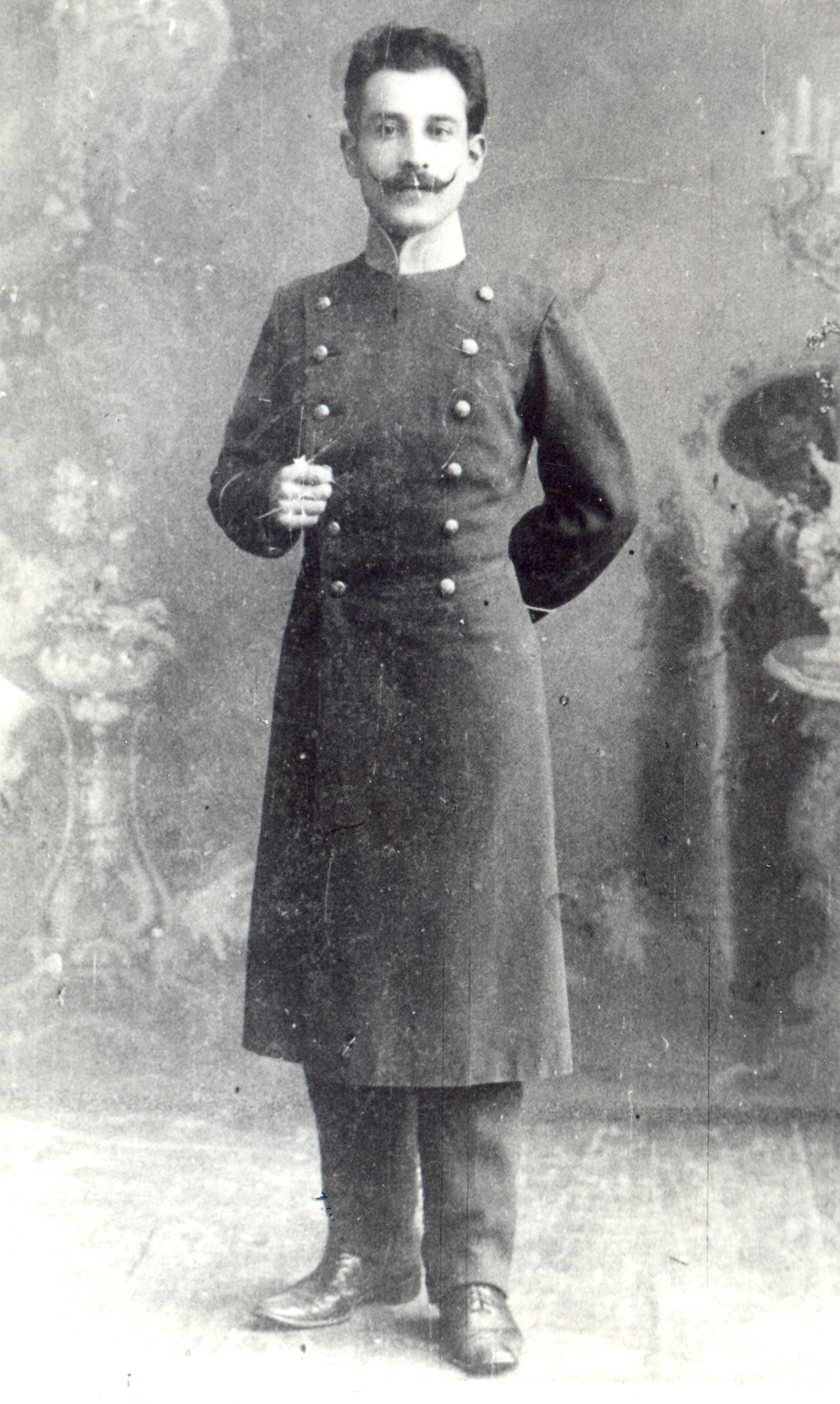
Азад Амиров, игравший роль Мешади Ибада
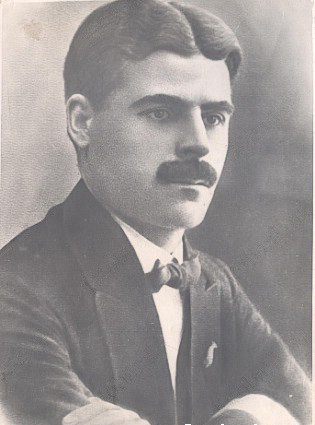
Гусейнкули Сарабский, игравший роль Сарвера
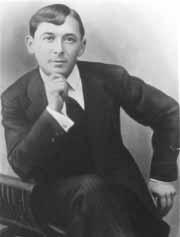
Ахмед Агдамский, игравший роль Гюльназ

## Действующие лица
- Рустам-бек (азерб. Rüstəm bəy) — обедневший бек, 45 лет.
- Гюльназ (азерб. Gülnaz) — дочь Рустам-бека, 15 лет, влюблена в Сарвара.
- Сарвер (азерб. Sərvər) — студент, 25 лет, влюблен в Гюльназ.
- Сенем (азерб. Sənəm) — служанка Рустам-бека, вдова, 30 лет.
- Мешади Ибад (азерб. Məşədi İbad) — богатый купец, 50 лет, хочет жениться на Гюльназ.
- Гасангулу-бек (азерб. Həsənqulu bəy) — националист, 40 лет.
- Приятели Рустам-бека:
  - Рза-бек (азерб. Rza bəy) — газетчик, 40 лет
  - Гасан-бек (азерб. Həsən bəy) — интеллигент, 40 лет
  - Аскер (азерб. Əsgər) — атаман, 30 лет
- Амбал (азерб. Hambal) — слуга
- Мешади Газанфар (азерб. Məşədi Qəzənfər) — банщик
- Уста Магеррам (азерб. Usta Məhərrəm) — цирюльник
- Кербалаи Насир (азерб. Kərbəlai Nəsir) — торговец
- Банная прислуга
- Группа бандитов
- Разные торгаши

## Сюжет

### Действие первое

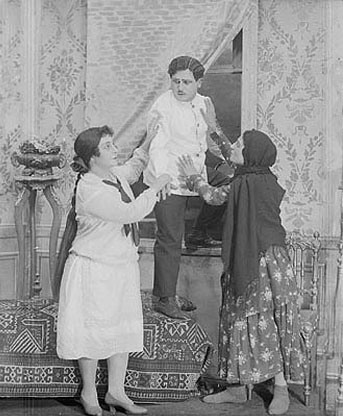
Сенем и Гюльназ прячут Сарвера. Сцена из спектакля. Азербайджанский театр музыкальной комедии. 1928 год. Режиссёр — А. М. Шарифзаде

Действие начинается хоровой песней «Что за вздор в народе говорят». После все расходятся. Остаются Сарвер и Гюльназ. На таре исполняется мугам «Сейгях». Поднимается занавес. На переднем плане Гюльназ и Сарвер поют друг другу о любви, Сарвер читает газель Физули, а позже сообщает Гюльназ то, что её отец хочет выдать её замуж за старого купца Мешади Ибада. Пришедший потом Рустам-бек также сообщает дочери «радостную» новость и та, вынужденная слушатся отца, соглашается.
Приходит Мешади Ибад, исполняя песню «Как бы ни был я стар». Позже, входящий Рустам-бек исполняет с Мешади Ибадом дуэт, по сути договариваясь о том, что выдаёт дочь, а Мешади Ибад платит ему деньги. После приходят Гюльназ и Сенем. Разговор между ними и Мешади Ибадом сопровождается остроумными фразами и юмористическими ситуациями. Затем они втроём исполняют песню «Побыть бы в красивом саду». Затем девушки уходят, приходит Рустам-бек и просит Мешади Ибада остаться, так как вскоре придут гости. Раскрываются двери; один за другим входят: Гасангулу-бек, Рза-бек, Гасан-бек и др. Гости поют песню «Говорят предстоит свадьба!», поздравляя Мешади Ибада. Затем гости усаживаются за стол и трапезничают. Во время произношения тостов Гочи Аскер и Гасан-бек шутят и издеваются над Мешади Ибадом, а Гасан-бек вовсе называет его обезьяной. Мешади Ибад бесится и между ними завязывается драка. Исполняется песня «Эй, вы! Стыдитесь своего поведения». Первое действие заканчивается.

### Действие второе

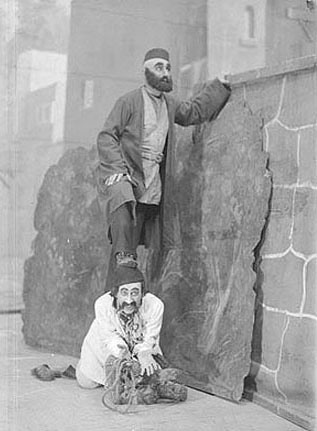
Сцена из постановки. Мешади Ибад на Амбале. Азербайджанский театр оперы и балета. 1928 год

На террасе дома Рустам-бека сидят Гюльназ и Сарвер; играет музыка. Тарист исполняет мугам «Шахназ». Гюльназ и Сарвер дуэтом поют о любви песню «И вот весна пришла, и пышно роза расцвела». В этот момент по улице проходит Мешади Ибад с платком, полным яблок и груш, он подходит к забору и пытается перелезть через него, чтобы пройти к Гюльназ, но не может. Зовёт амбала (грузчика), встаёт на него и видит Гюльназ вместе с Сарваром. Гюльназ бежит в дом, а Сарвар говорит ему, что пришёл к Гюльназ как её жених. Мешади Ибад бесится, жалобно поёт мугам «Раст» и, решаясь привести на помощь местных удальцов-кочи, уходит. Сарвар же с Гюльназ, ничего не боясь, исполняют тесниф «Слава тебе, о Аллах! Не стали мы жертвой чужого». Появляется Аскер со своими подручными, с ними Мешади Ибад. Аскер берёт у Мешади Ибада 2000 рублей, чтобы убить Сарвера. Он, его подручные, Гюльназ и вышедший Сарвер поют песню «Эй, кто там? Открой дверь!». Молодчики вытаскивают пистолеты, но Сарвер свистит, вызывая городовых; молодчики, испугавшись, разбегаются. Возвращавшийся в это время домой Рустам-бек раздумывает о несчастной судьбе дочери. Тут натыкается он на вышедшего из его дома Сарвера, и узнаёт, что Гюльназ влюблена в него. Сарвер уговаривает Рустам-бека, чтобы тот не выдавал дочь за Мешади Ибада и тайно сообщает о своём плане. Новость о «втором женихе невесты» узнаёт Гасангулу-бек и взяв у Мешади Ибада 500 рублей поручается исправить это дело. Узнаёт обо всём и Рза-бек, который также берёт у Мешади Ибада деньги, сказав, что опозорит Рустам-бека в своей газете. Затем все отправляются в дом Рустам-бека и вызывают его на серьёзный разговор, мол зачем он выдаёт свою дочь за другого, хотя и дал слово Мешади Ибаду, напевая при этом песню «Так нельзя» («Бойле олмаз ки»). Мешади Ибад сообщает Рустам-беку, что видел Гюльназ с неким молодым человеком. Рустам-бек же отвечает, что это родной дядя девушки, который просто дурачился. Все смеются, прося прощения у Рустам-бека. Мешади Ибад просит скорее провести свадьбу. Все и Мешади Ибад отправляются в баню, чтобы совершить свадебное обмывание. Второе действие заканчивается.

### Действие третье

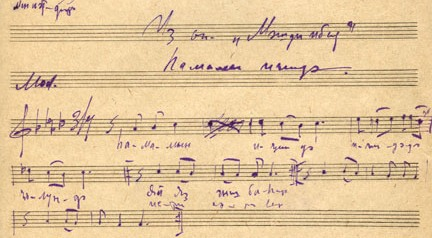
Ноты песни банщиков «Как внутри бани, так и снаружи». Рукопись композитора

Действие происходит внутри сводчатой бани. Банщик Мешади Газанфар хвалит свою баню. Все поют песню «Как внутри бани, так и снаружи». Затем следует торжественный выход «бея» (жениха) из бани. Все, искупавшись и одевшись, приводят себя в порядок. Но чтобы не расплачиваться, Гасан-бек начинает спорить с Гасангулу-беком по пустяку. В спор вмешивается Рза-бек, который вовсе сравнивает банную воду с бозбашем. Как только, Мешади Ибад заводит разговор о деньгах, беки перемигиваются и сердито уходят из бани. В бане остаются только амбал и Мешади Ибад, который за всех рассчитавшись, посылает амбала за ушедшими. Узнав, что Мешади Ибад уже за всех заплатил, все возвращаются. Затем все уходят, а Мешади Газанфар жалуется на спорящих и хвалит свою баню. Действие заканчивается исполнением песни «Как внутри бани, так и снаружи».

### Действие четвёртое

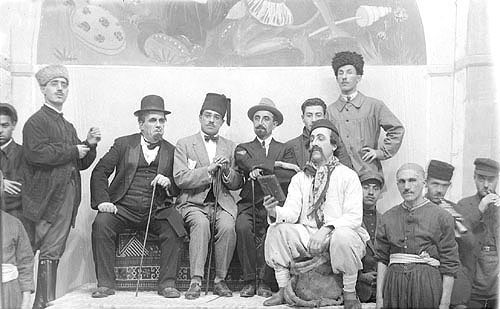
На свадьбе Мешади Ибада. Сцена из постановки. Азербайджанский театр оперы и балета. 1928 год. Режиссёр — А. М. Шарифзаде

Дом Мешади Ибада. В большом зале идут свадебные торжества. Ведущим свадьбы является кочи Аскер. Среди гостей присутствуют Гасангулу-бек и Рза-бек. Музыканты играют лезгинку, танцует нарядная танцовщица, затем уходит. Аскер просит Мешади Ибада станцевить и говорит, что эта примета означает дешевизну. Мешади Ибад танцует «Мирзеи». Затем, когда он остаётся один, произносит монолог, говоря, что будет держать Гюльназ под замком, а если та будет артачиться, то побьёт её. В комнату вводят невесту, закутанную с головой в покрывало. Мешади Ибад входит и исполняет песню «Как бы ни был стар, не уступлю тысяче молодых». После, когда он пытается сбросить покрывало, перед ошеломленным Мешади Ибадом оказывается студент Сарвер, в руках которого портсигар, который он направляет на Мешади Ибада как пистолет.
Сарвер заставляет Мешади Ибада написать, что тот отказывается брать в жёны Гюльназ, и вместо неё жениться на её служанке Сенем. После Сарвер исчезает. Мешади Ибад зовёт на помощь и рассказывает прибежавшим гостям, что стряслось. Гасангулу-бек, Рза-бек и Аскер снова просят у Мешади Ибада денег, но тот отказывается и просит утвердить брак с Сенем. Все говорят, что «это другое дело, что же — не та, так эта, не та, так эта».
Сенем и Мешади Ибад вместе с хором исполняют песню «Идите и скажите кази, пусть утвердит брак». А в глубине на пьедестале освещаются фигуры Сарвера и Гюльназ, слышна игра на таре. Все поют песню «Не та, так эта». Комедия заканчивается.

## Идея произведения

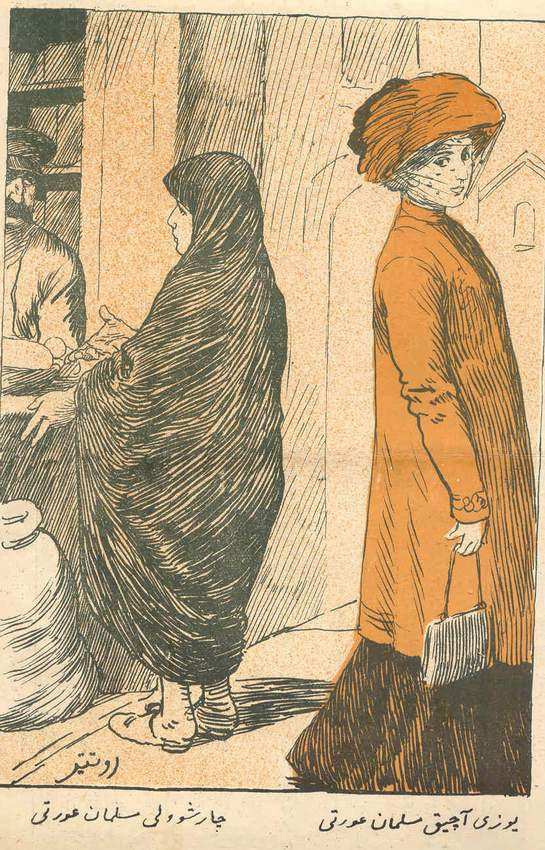
Карикатура «Мусульманка в чадре и мусульманка с открытым лицом» (يوزي اچيق مسلمان عورتي جارشولي مسلمان عورتي) из журнала «Молла Насреддин» (№ 11, 1911 г.), показывающая положение азербайджанской женщины того времени

Комедия «Не та, так эта» считается одним из самых смелых и принципиальных произведений в театральном искусстве дореволюционного Азербайджана. По обличительной силе воздействия это произведение ставится в один ряд с сатирическими комедиями Мирзы Фатали Ахундова и Джалила Мамедкулизаде. Гаджибеков показал в комедии социально-бытовые противоречия в азербайджанской действительности конца XIX — начала XX века. Ему, как отмечает музыковед Эльмира Абасова, удалось раскрыть образы типичных представителей этого времени.
В этой комедии Гаджибеков высмеивает семейно-бытовые предрассудки своего времени, когда женщина должна была соглашаться на такие требования отца, как выйти замуж за старика, а также сидеть под замком, если этого пожелает муж, который также вправе избивать её за любое непослушание. Именно поддержка прав женщин, как отмечает западный критик Метью О’Брайн, стоит в центре комедии Гаджибекова. Поэтому истинными героями комедии являются Гюльназ и Сарвер. Они считаются новыми людьми, лишёнными этих предрассудков и жажды денег. В отличие от героев опер Гаджибекова, они характеризуются как активные и действенные люди, пассивное отношение к своей судьбе которых не устраивает. Они понимают, что сковывающие их пути давления уже слабы. Это понимает и служанка Сенем, которая вступает спор с Рустам-беком, защищая юную Гюльназ.
По сравнению с Гаджи Гарой — героем одноимённой комедии М. Ф. Ахундова, который представляет собой робкого, подобострастного купца, которому мешки с деньгами не давали права вступать в родственные связи с высокомерными беками, главный герой этой комедии, Мешеди Ибад уже, как отмечает Эльмира Абасова, является уважаемым человеком в высшем обществе. Его сила — в его деньгах, в которую он фанатично верит и осуществляет любые замыслы. Мешади Ибад не испытывает угрызений совести за погубленную жизнь своих жён. Наоборот, он может даже погубить и Гюльназ. Её красота и молодость не останавливают купца. Но в комедии он идёт к гибели. Его отношение к любви, как отмечают специалисты — «не та, так эта».

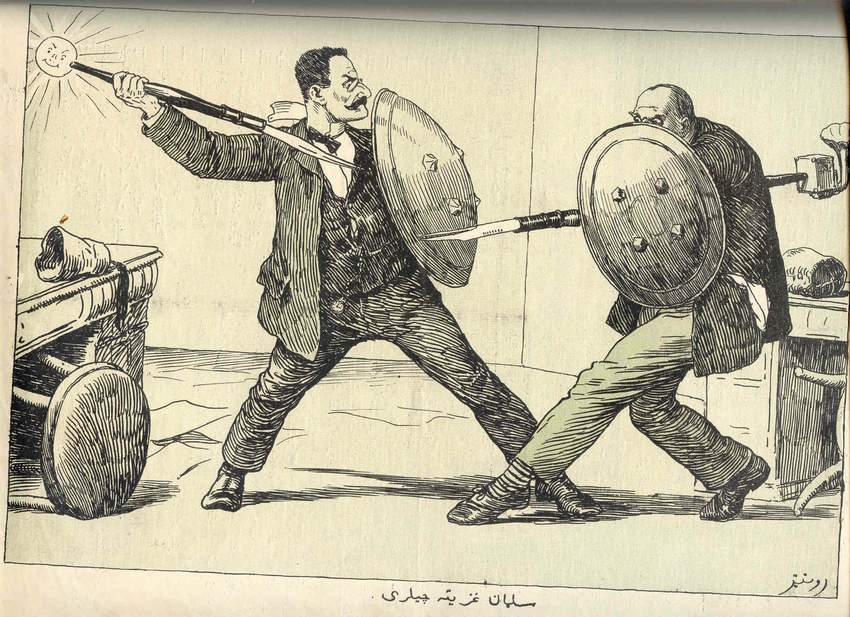
«Мусульманские газетчики» (مسلمان غازيته چيلري). Карикатура из журнала «Молла Насреддин» (№ 34, 1910 г.)

Картина же самого дворянско-купеческого сословия рисуется в комедии особо ярко. Показано как дворяне (беки) доживали свой последний век, теряли авторитет в обществе, и всякими способами старались породниться с купцами-лавочниками. Рустам-бека, решившего «продать» свою единственную дочь-красавицу старику-деспоту Мешади Ибаду, характеризует безнравственность, праздность и страх перед неизбежной гибелью. То же самое можно отнести и к приятелям Рустам-бека, среди которых:
Рза-бек — газетчик, выступающий на страницах печати с любой клеветой и получающий за это деньги. Из-за того, что он говорит, смешивая азербайджанский и турецко-османский, его трудно понять.
Националист Гасангулу-бек, который, как отмечает доцент Бакинской Музыкальной Академии Джамиля Гасанова, ради собственной выгоды пренебрегал интересами окружающих людей.
«Интеллигент» Гасан-бек, которого можно охарактеризовать как алкоголика, пустослова и скандалиста. Этот прозападный азербайджанец, который когда говорит, смешивает азербайджанский, русский и французский, всё время лезет в споры, показывая себя умным.
Сюда можно отнести и Кочи Аскера — главаря местных удальцов, смелых перед простым студентом Сарвером, однако боящихся городовых.
Литературный текст комедии отмечен сочной и откровенной жанровостью. Он изобилует меткими, а иногда и афористическими выражениями. Музыковед Эльмира Абасова отмечает, что Гаджибеков с точностью и художественной обобщённостью передал речь, которая была типичной для представителей различных слоёв общества того времени. Стиль литературного изложения в комедии является одной из существенных факторов, которая создаёт пародийно-сатирические образы.
Тема, которая была затронута в этой отражающаей социально-бытовые отношения в дореволюционном Азербайджане комедии, в которой высмеивались богачи-тунеяцы, пройдохи из различных слоёв населения была знакома и зрителям других стран Востока, как, например таджикскому и узбекскому зрителям и находила у него живой отклик.

## Музыка в комедии
Музыке в комедии «Не та, так эта» принадлежит важная драматургическая роль. Все музыкальные отрывки в произведении, как отмечает музыковед Эльмира Абасова, воспринимаются как необходимый компонемент действия, углубляющий характеристику персонажей, способствуют активному и естественному развёртыванию сценических событий. А конфликтное содержание либретто, как отмечают специалисты, подчёркнуто двумя заметно отличающимися друг от друга образно-интонационными сферами.
Считается, что отрицательных персонажей в комедии эта музыка характеризует особенно глубоко. Она с остротой раскрывает образы сатирического содержания. Гаджибеков выступил мастером оригинальной музыкальной пародии, которая основана на испытанных средствах народного песенно-танцевального искусства.

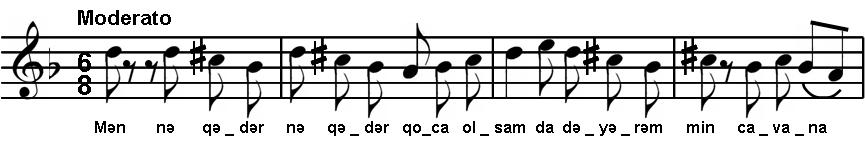
Отрывок из песни Мешади Ибада «Как бы стар я ни был» в исполнении Мирзааги Алиева

Среди героев следует прежде всего выделить Мешади Ибада, главного героя комедии. Этот неуклюжий и самонадеянный купец появляется на сцене, как отмечает Эльмира Абасова, с неприкрытой откровенностью. Он представляет себя в песне «Как бы стар я ни был». В музыке этой песни без труда узнаётся мелодия азербайджанского народного лирического танца «Узундара», которая покоряет своей проникновенной поэтичностью. В устах же Мешади Ибада, который рассуждает о любви цинично, она преображена. Считается, что Гаджибеков не внёс особых изменений в фольклорный первоисточник (в основном выровнен упруго-изящный ритмический «рисунок»). Он добился пародийности несоответствием облика Мешади Ибада всей сценической ситуации тонко обаятельной мелодии. Композитор, помещая этот отрывок и в кульминационный момент развития сценических событий, углубляет его драматургический смысл. Эта песня Мешади Ибада звучит в партии, когда он собирается снять покрывало с лица невесты (вместо которой перед ним оказывается Сарвер).

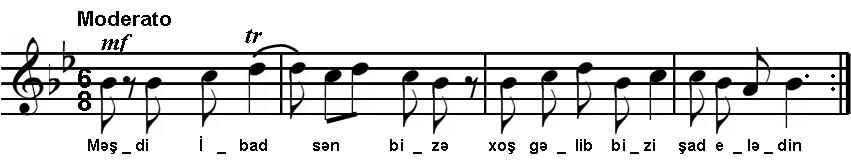
Дуэт Мешади Ибада и Рустам-бека

Пародийный портрет этого незадачливого жениха дорисовывают и последующие отрывки из его партии, которые воспринимаются сквозь призму его экспозиционной характеристики. В дуэте Мешади Ибада и Рустам-бека мелодия лирического танца «Дарчыны» превращена в шуточную песню-диалог. Эта мелодия в современном традиционном фольклоре, в народе бытует под названием «Мешади Ибад». Музыка же другого дуэта Мешади Ибада с Рустам-беком помпезна и маршеобразна, она раскрывает самодовольного купца.
Партия Мешади Ибада в трио, вместе с Гюльназ и Сенем имеет уже другой оттенок. Отмечается, что музыка приобретает здесь печально-лирический характер, поскольку жених чувствует моральное превосходство девушки над собой. В соло же Мешади Ибада из хора «Так нельзя» звучат гнев и раздражение в его голосе, так как он узнал о любви Сарвера и Гюльназ. Эльмира Абасова отмечает, что музыка в этой комедии в отличие от предыдущей («Муж и жена») раскрывает целостный и многогранный портрет героя.
Остальные отрицательные персонажи комедии характеризуются групповым музыкальным портретом, иначе говоря — хоровыми фрагментами. Считается, что Гаджибеков не старается выделять каждого из них, что его целью является создать подчёркивающий сатирический образ Мешади Ибада жанрово-красочный фон с одной стороны, и придать действию гибкость и целенаправленность с другой. Эти хоровые отрывки представляют собой естественные звенья сценических событий.

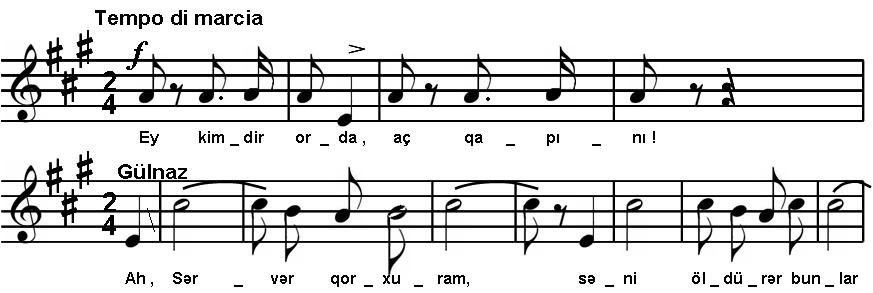
Отрывки из хора Гочу Аскера

Среди хоров музыковед Эльмира Абасова выделят и такие, которых она называет «центром тяжести» в развитии событий, среди которых отдельно отмечает сцену нападения «грозных» друзей Мешади Ибада на Сарвера и Гюльназ. Это — решительный и празднично-торжественный марш-хор, образное содержание музыки которого подчёркивает всамделишность и гротесковость сцены в целом. Но столкновение этих двух групп действующих лиц не отражается на интонационном содержании сцены. Партии воинственно настроенных подручных кочи Аскера и Сарвера с Гюльназ являются естественным продолжением друг друга, однако «ответ» героев, который сопровождается хоровыми отрывками более распевный и лирический. Музыка этой сцены также использована Узеиром Гаджибековым в качестве вступления к комедии. Она вводит слушателя в мир, как отмечает Эльмира Абасова, безудержного и едкого смеха.
Отмечается, что в таких хоровых отрывках, как «Говорят, что будет свадьба», «хор банщиков», часто слышится беззаботное веселье, которое подчёркивает бессмысленное существование знати того времени. Примечательная же образной новизной музыка из сцены драки гостей Рустам-бека отмечена изобразительным характером и картинно передаёт шум, крики и суету, чему способствует и быстрый темп.

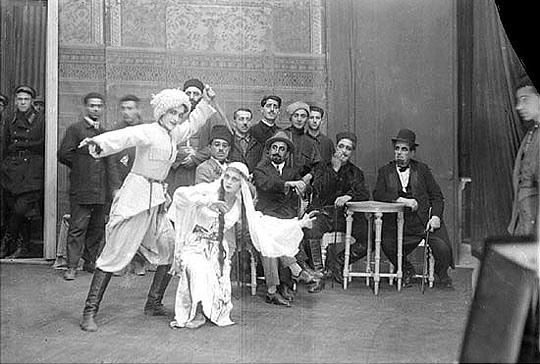
Сцена из постановки. IV действие. Азербайджанский театр оперы и балета. 1928 год. Режиссёр — А. М. Шарифзаде

В комедии возник самостоятельный мир лирических образов — напевная кантилена, приближающаяся к песенно-ариозной. Сарвер И Гюльназ здесь характеризуются в дуэтных отрывках, а мягкая и мелодичная музыка (в тексте использованы газели Физули) выражает иной круг чувств и настроений.
Самостоятельная музыка в комедии находится в тесном взаимодействии со сценическим сюжетом, имеет свою последовательность в развитии, тематические связи, которые придают ей целостность и законченность. В этой комедии Гаджибеков впервые добивается яркой индивидуализации образов, идя по сути воплощения не настроения, а характера. Значительность творческой задачи, которая отсутствует в первой комедии Гаджибекова, подчёркивается противопоставлением двух интонационно-образных сфер. Мелодическое дарование композитора здесь широко раскрылось. Отрывки из этой комедии приобрели широкую популярность и исполняются в качестве самостоятельных пьес и прочно вошли в массовый музыкальный быт.

## Экранизация оперетты
Впервые эта оперетта Узеира Гаджибекова была экранизирована в 1919 году на основанной в 1917 году Ялтинской киностудии Александра Ханжонкова. Режиссёрами фильма были Ваграм Папазян и Сесар Лакка (César Lacca), которые в 1918 году начали съёмки фильма. Однако, фильм не добился успеха и был забыт.

Кадр из фильма «Не та, так эта» 1956 года, где Мешади Ибад (играет Алиага Агаев), стоя верхом на Амбале, пытается перелезть через забор дома Рустам-бека, чтобы встретиться с его дочерью Гюльназ и видит её с Сарвером

Второй раз комедия была экранизирована в 1956 году Бакинской киностудией. Режиссёром фильма был Гусейн Сеидзаде, сценарий написан Сабитом Рахманом. В фильме снялись такие актёры, как Алиага Агаев (Мешади Ибад), Агасадых Герайбейли (Рустам-бек), Тамара Гёзалова (Гюльназ), Ариф Мирзакулиев (Сервер), Мовсун Санани (Кочи Аскер), и Лютфали Абдуллаев (Балоглан).
Действие происходит в Баку в начале XX века. Дочку бека, который проиграл почти всё своё состояние в карты и разорился, хочет взять в жёны пятидесятилетний купец Мешади Ибад. Но дочка бека влюблена в молодого небогатого студента. Однако по законам того времени она не смеет ослушаться воли отца. Проблему же решает студент со своими друзьями. В итоге Мешади Ибад, также как и в оперетте, женится на служанке Сенем (играет Барат Шекинская).
Помимо артистов театра и кино в фильме участвовали выдающиеся музыканты. Так, в сцене званного ужина в доме у Рустам-бека трио ханенде Хан Шушинский (деф), Талат Бакиханов (кяманча) и Бахрам Мансуров (тар) исполняют мугам «Шур-шахназ». В сцене же приготовления Гюльназ к свадьбе танцует народная артистка Азербайджана (с 1959 года) Амина Дильбази, она исполняет танец «Лале».
Премьера фильма состоялась 27 января 1958 года в Москве. Фильм стал третьей музыкальной комедией, снятой по одноимённой оперетте композитора Узеира Гаджибекова (до этого были две экранизации оперетты Аршин Мал-Алан). Этот фильм также имел большой успех у зрителей. Фильм был высоко оценён в 1958 году на Международном кинофестивале стран Азии и Африки в Ташкенте. Фильм пользовался успехом и за пределами СССР. Так, председатель Управления по Культурным Связям СССР с Зарубежными Странами А. Давыдов в своём письме первому секретарю Союза Азербайджанских Кинематографистов и режиссёру фильма Гусейну Сеидзаде писал: «фильм „Не та, так эта“ продан в 40 стран, в том числе в Иран, Ирак, Югославию, Японию, Австрию, США, Швейцарию и Венгрию». Позднее фильм был продан ещё 10 странам.

## Влияние

Карикатура «Мешади Ибад XXI века». Автор Рашид Шариф. Радио «Свобода». 2010 год

Как отмечают специалисты, Узеир Гаджибеков своей комедией раскрывает распространённые в обществе начала XX века социально-бытовые предрассудки и использует для этого смех и сатиру. Такой оригинальный путь был избран им для выдвижения своих идей.
Считается, что и образы героев комедии как зеркало отражают противоречия в Азербайджане того времени. Так как в произведении психология различных типов людей была, как отмечается, мастерски показана, комедия сохраняет свою актуальность и сегодня как в Азербайджане, так и в других странах. Так, например, тема, показанная в комедии была знакома не только азербайджанскому зрителю, но и зрителям других восточных стран, как например таджикскому и узбекскому зрителям. В 2005 году по мотивам этой оперетты студией «Планета Парни из Баку» была снята кинокомедия «Мешади Ибад 94», повествующая о похожей ситуации, события которой происходят уже в 1994 году.
Комедия «Не та, так эта» считается сегодня одной из самых любимых азербайджанским зрителям комедией. Отмечаетя также, что редко можно встретить азербайджанца, который не смотрел бы комедию на сцене или на экране. А многие фразы и мелодии из комедии знакомы многим и употребляются сегодня как афоризмы. Особенно можно отметить фразы, употребляемые главным героем комедии Мешади Ибадом и связанные с ним, такие как «Məşədi İbad kimi qocalığında yorğalıq edir» (Как Мешади Ибаду старость вдарила в голову), «Heç hənanın yeridirmi?» (Причём тут хна?), «Nə Məşədi İbad kimi özündən çıxırsan?» (Что выходишь из себя как Мешади Ибад), «Məşədi İbadlıq eləmə» (Не веди себя как Мешади Ибад) и др.

### Аудиоссылки
- Песня «Как бы ни был стар, не уступлю тысяче молодых» Мешади Ибада в исполнении Мирзааги Алиева.